# SR Leader class

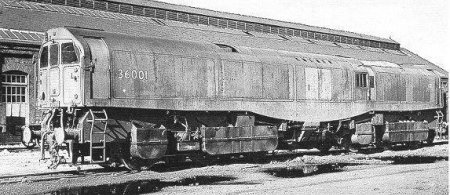
Leader vid fabriken i Brighton

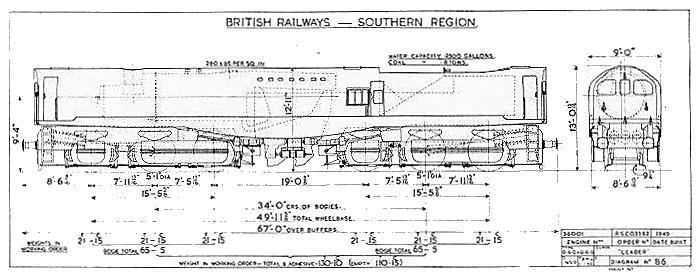
Konstruktionsskiss

SR Leader class var ett experimentlok konstruerat av Oliver Bulleid i ett försök att förlänga användning av ånglok efter kriget. Ellok och diesellok var emellertid mindre arbetskraftsintensiva och ambitionen misslyckades.
Loket konstruerades med flera nya egenskaper som gör att det är förvillande likt ett diesellok. Det hade en styrhytt i var ände för bättre sikt och slapp därmed också vändas på vändskiva. Drivningen bestod av två maskinerier på varsin boggi, en lösning som för ånglok brukar kallas för "articulated locomotive" även om den ena maskinen normalt sitter fast i ramverket. Ångpannan var förskjuten i sidled för att få plats med en korridor som förband de båda förarhytterna och en tredje hytt på mitten för eldaren.
Under testperioden hade loket ett antal problem, inte minst beroende på alla nya, oprövade lösningar. När det fungerade, visade det sig möta prestandakraven, och lösningarna fungerade i praktiken. Loket blev emellertid ingen framgång, och fyra av de beställda loken färdigstäffdes aldrig. Prototypen skrotades 1951.